# بولدوزر متراکم‌کننده

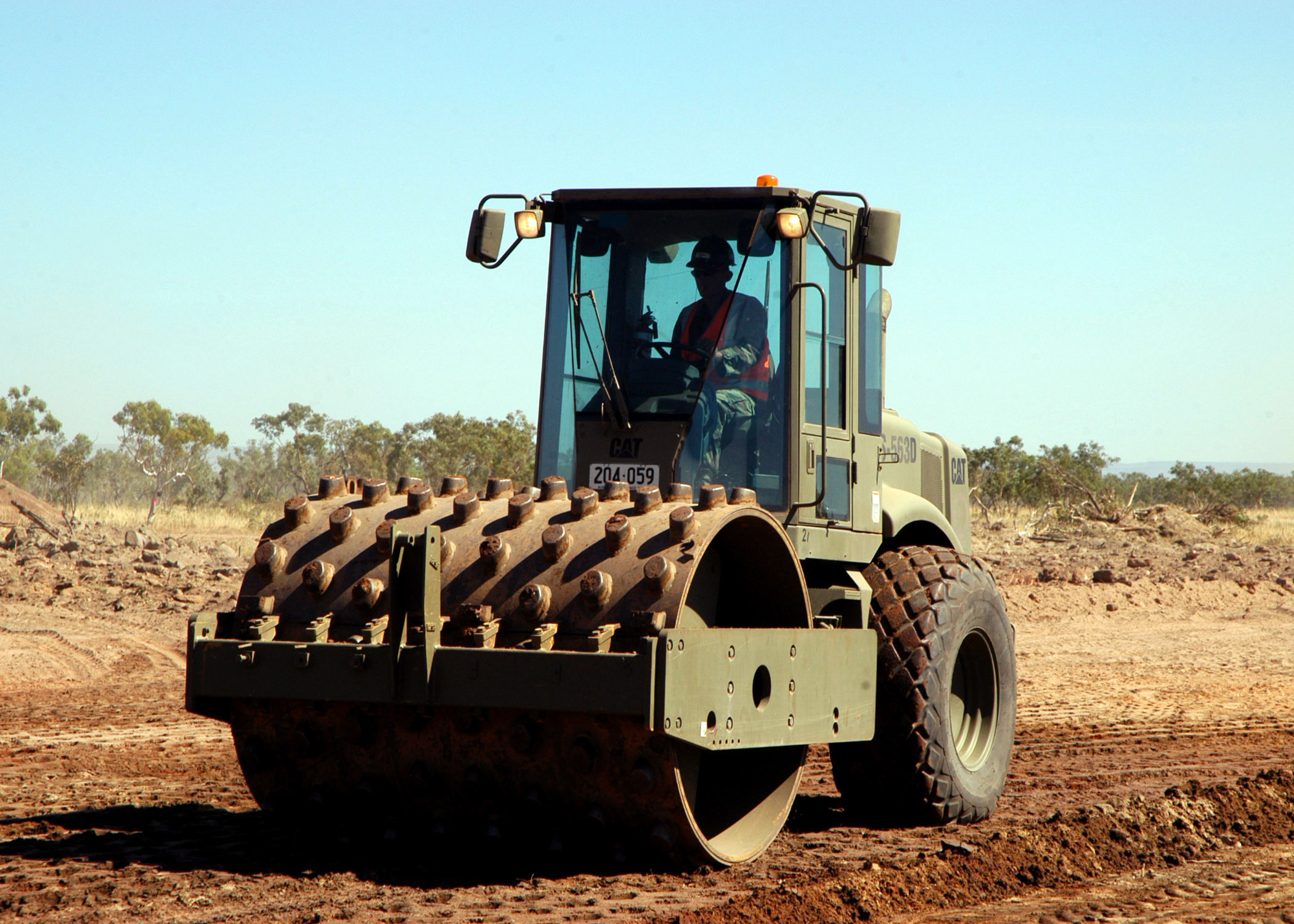
یک بولدوزر متراکم‌کننده

بولدوزر متراکم‌کننده (انگلیسی: Soil compaction) یا خاک‌کوب یا کامپکتور، نوعی تجهیزات سنگین است، که دارای چرخ‌های فلزی با زایده‌های پاچه بزی می‌باشد و می‌تواند در زمان هل دادن خاک‌های سست، خاک‌های زیرین را متراکم کند.